# 富士見塚古墳群

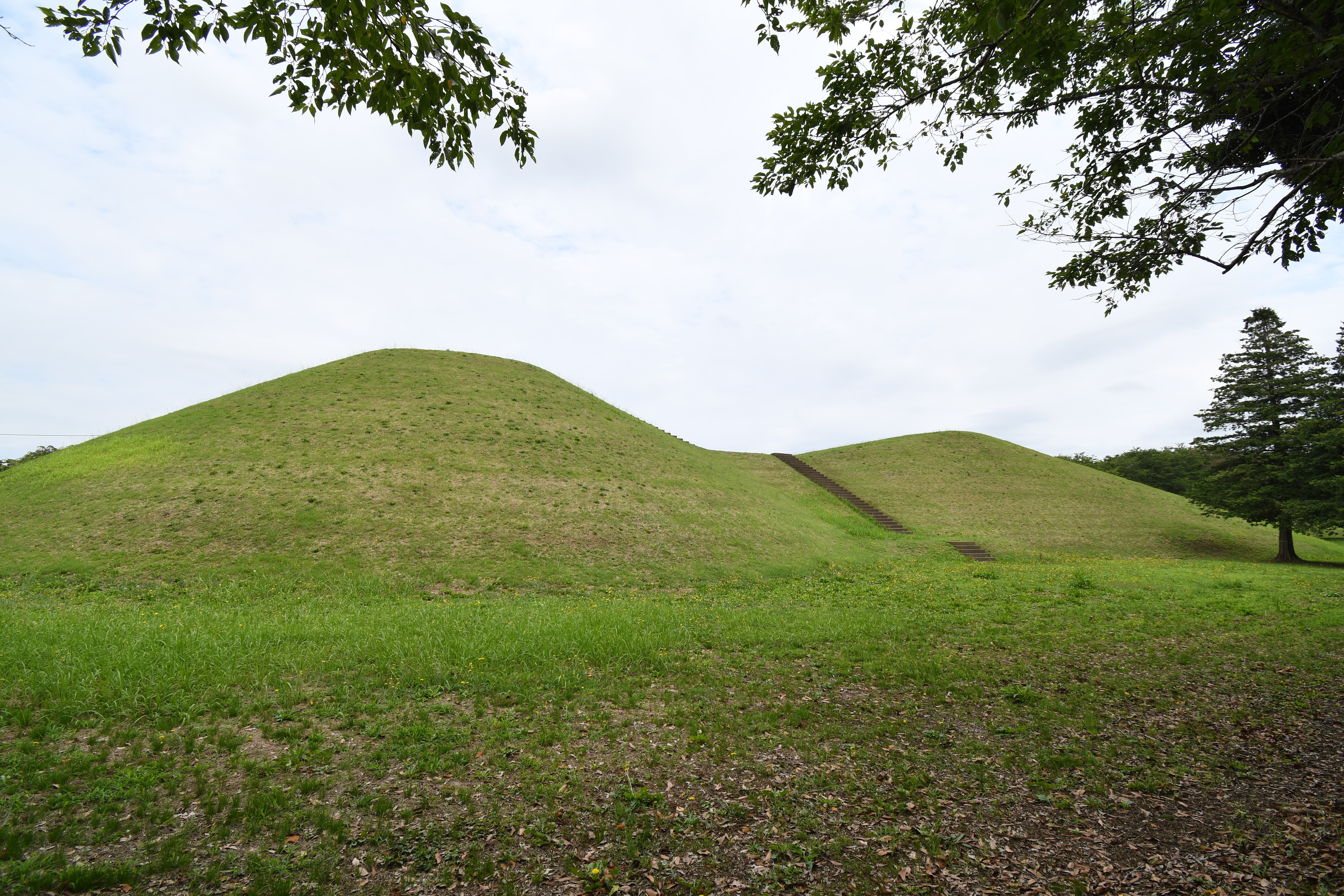
富士見塚1号墳右奥に2号墳・3号墳が所在。

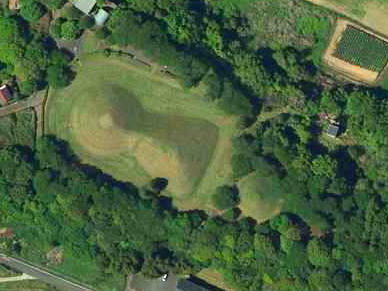
富士見塚古墳群の空中写真（2019年）。

富士見塚古墳群（ふじみづかこふんぐん）は、茨城県かすみがうら市柏崎にある古墳群。3基が茨城県指定史跡に指定され、出土遺物は茨城県指定有形文化財に指定されている。

## 概要
茨城県中南部、霞ヶ浦と菱木川に挟まれた狭長の台地上に営造された古墳群である。前方後円墳1基（1号墳）・円墳4基の計5基の古墳から構成される。これまでに数次の発掘調査が実施されている。
古墳群のうち1号墳は、唯一の前方後円墳であり、かすみがうら市内では最大規模の古墳になる。発掘調査では多数の埴輪のほか直刀・鉄鏃・馬具などが検出されており、古墳時代中期-後期の5世紀末葉-6世紀初頭頃の有力墳として注目される。また2号墳は1号墳と同時期、3号墳は1・2号墳から1世紀下る時期の円墳であり、5世紀から6世紀代にかけて営造された古墳群とされる。
1・2・3号墳の古墳域は2008年（平成20年）に茨城県指定史跡に指定された。現在では史跡整備のうえで「富士見塚古墳公園」として公開されている。

## 遺跡歴
- 1971年（昭和46年）、周濠の一部の調査（国士舘大学）[3]。
- 1972年（昭和47年）、測量調査（早稲田大学）[3]。
- 1990年（平成2年）、発掘調査（出島村教育委員会、1992年に報告書刊行）[3]。
- 1992年（平成4年）、史跡公園として復元・整備[1]。
- 2008年（平成20年）11月17日、茨城県指定史跡に指定、出土遺物が茨城県指定有形文化財に指定[2][4]。

## 一覧

### 1号墳
1号墳は、富士見塚古墳群の主墳の前方後円墳。
墳形は前方後円形で、前方部を南西方向に向ける。墳丘の規模は次の通り。
- 墳丘長：80.2メートル
- 後円部
  - 直径：38.4メートル
  - 高さ：8.5メートル
- 前方部
  - 幅：推定復元49.4メートル
  - 高さ：9メートル
- くびれ部
  - 幅：21.4メートル

墳丘外表では円筒埴輪（朝顔形埴輪含む）・形象埴輪（家形・人物形（盾持人・横髷女性など）・動物形（猿・鹿・犬・水鳥など））が認められる。特に円筒埴輪は一部を除いて粗雑な作りであり、専門工人以外の集団による製作とされる。墳丘くびれ部南西側には造出状の張り出しを付す。また墳丘周囲には盾形周濠が巡らされる。埋葬施設は、後円部墳頂における木棺、および前方部墳頂における石棺（内部赤彩）である。いずれも盗掘に遭っているが、装身具（ガラス玉・管玉）・鉄鏃・直刀・馬具・歩揺・須恵器・土師器が検出されている。
築造時期は、古墳時代中期-後期の5世紀末葉-6世紀初頭頃と推定される。

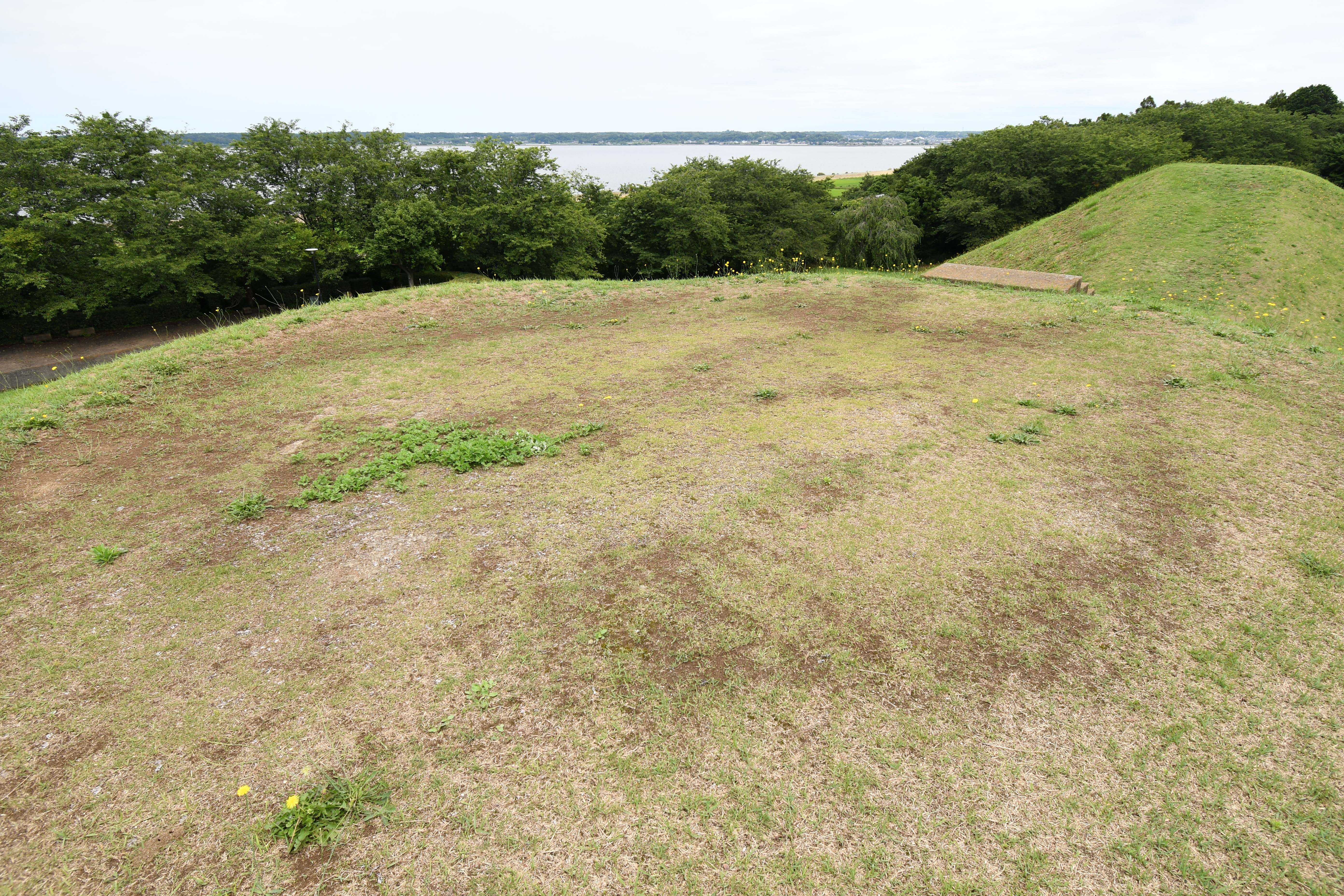
後円部墳頂 背景に霞ヶ浦。
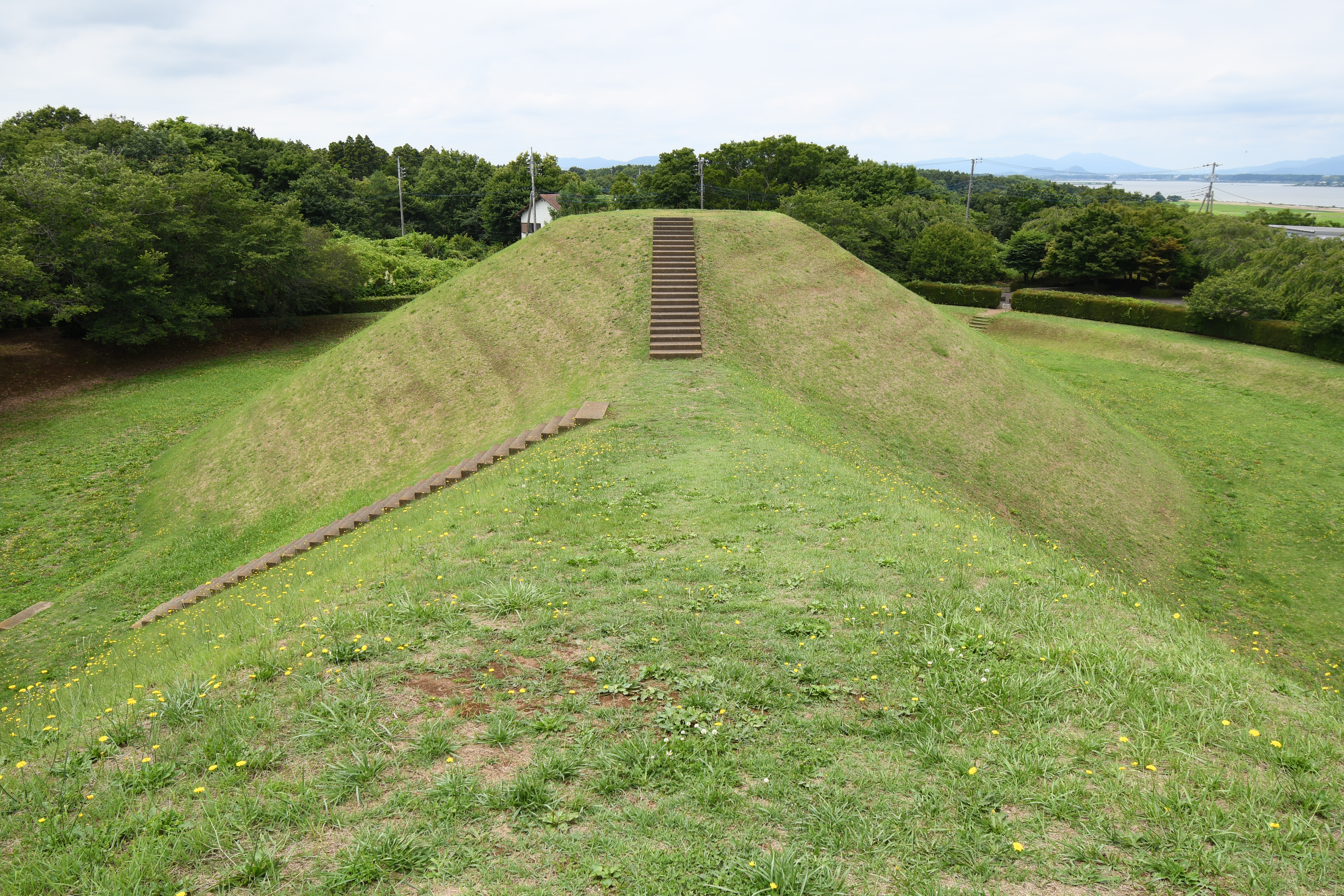
前方部から後円部を望む
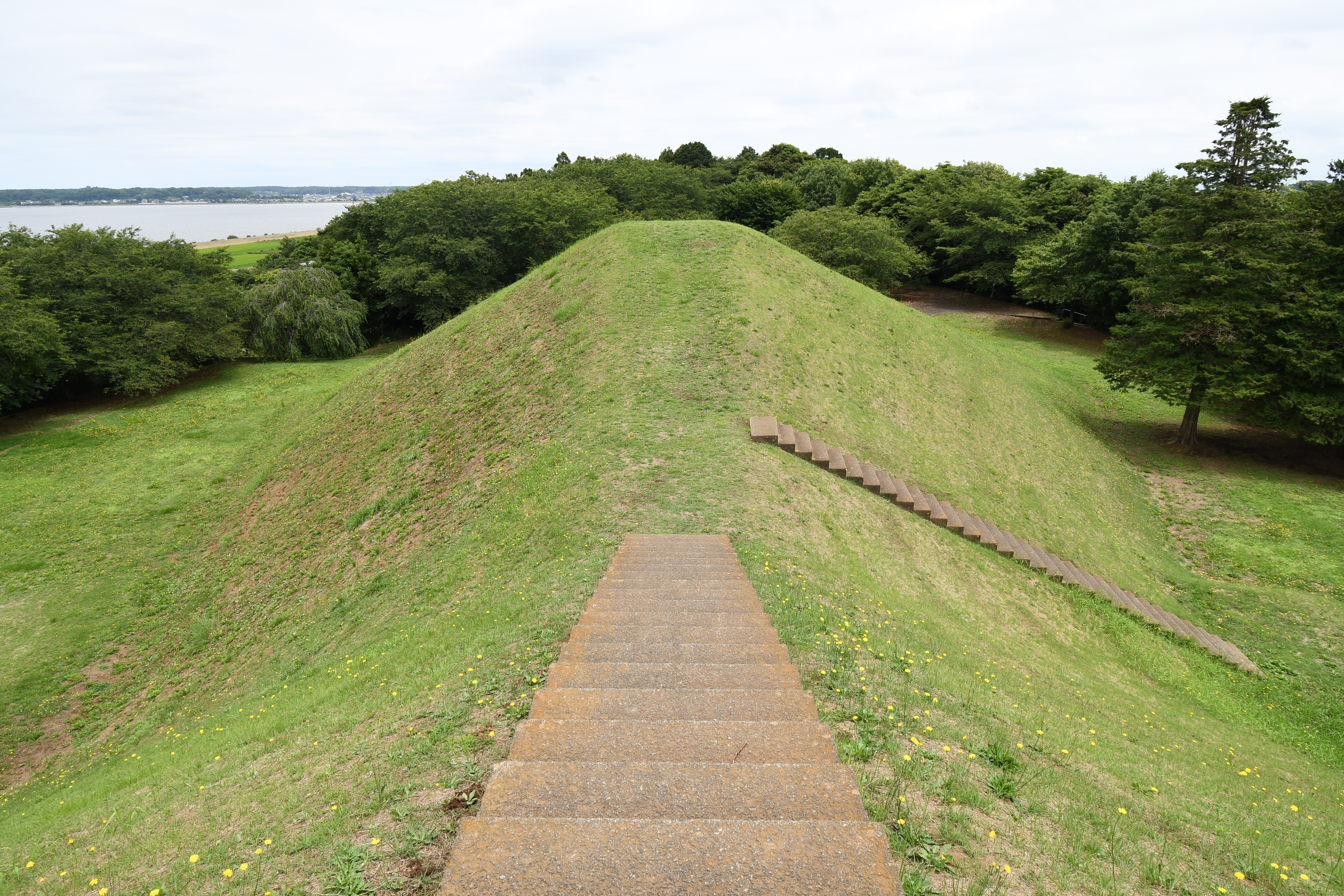
後円部から前方部を望む
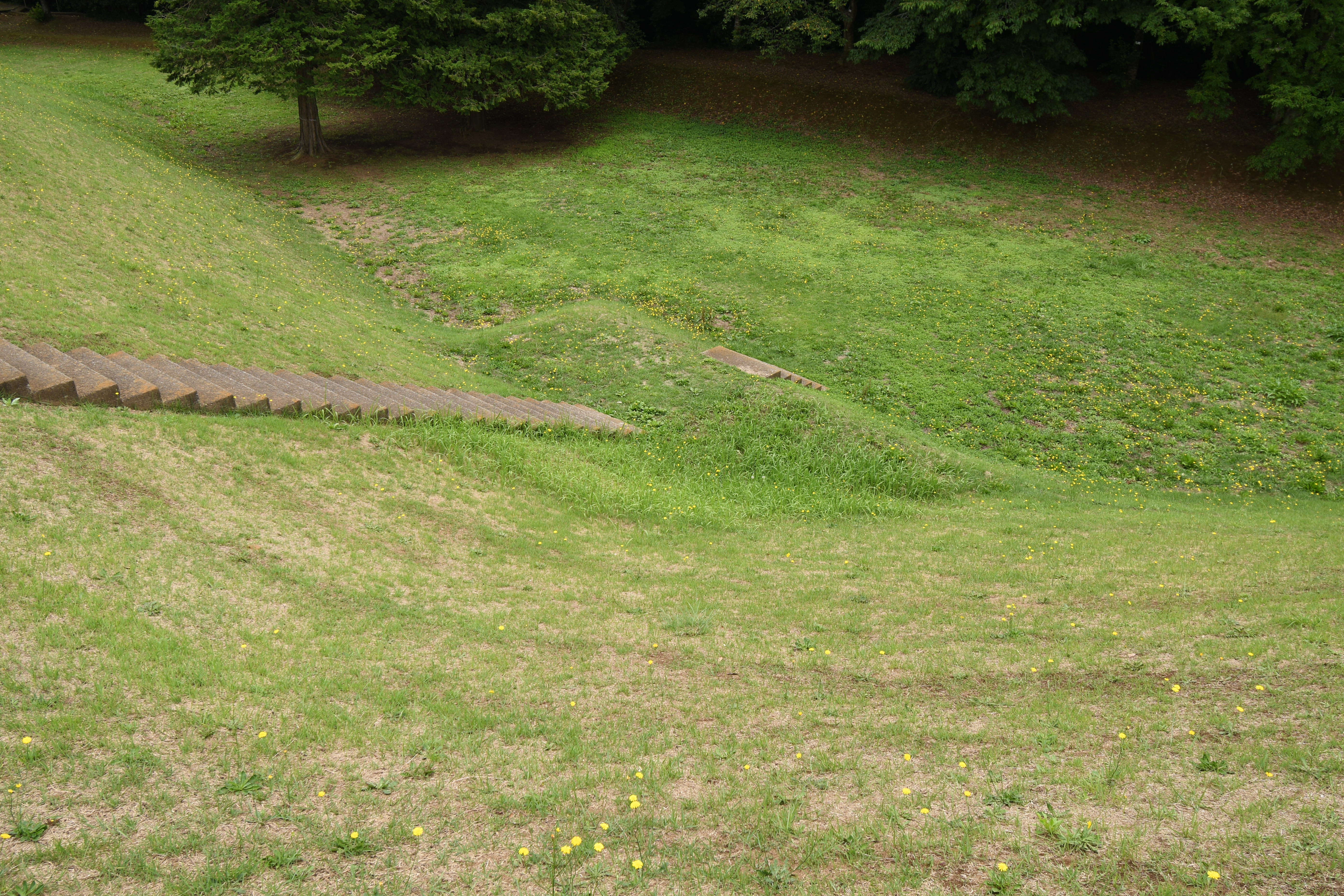
くびれ部張り出し

### 2号墳
2号墳は、1号墳の南東に位置する円墳。

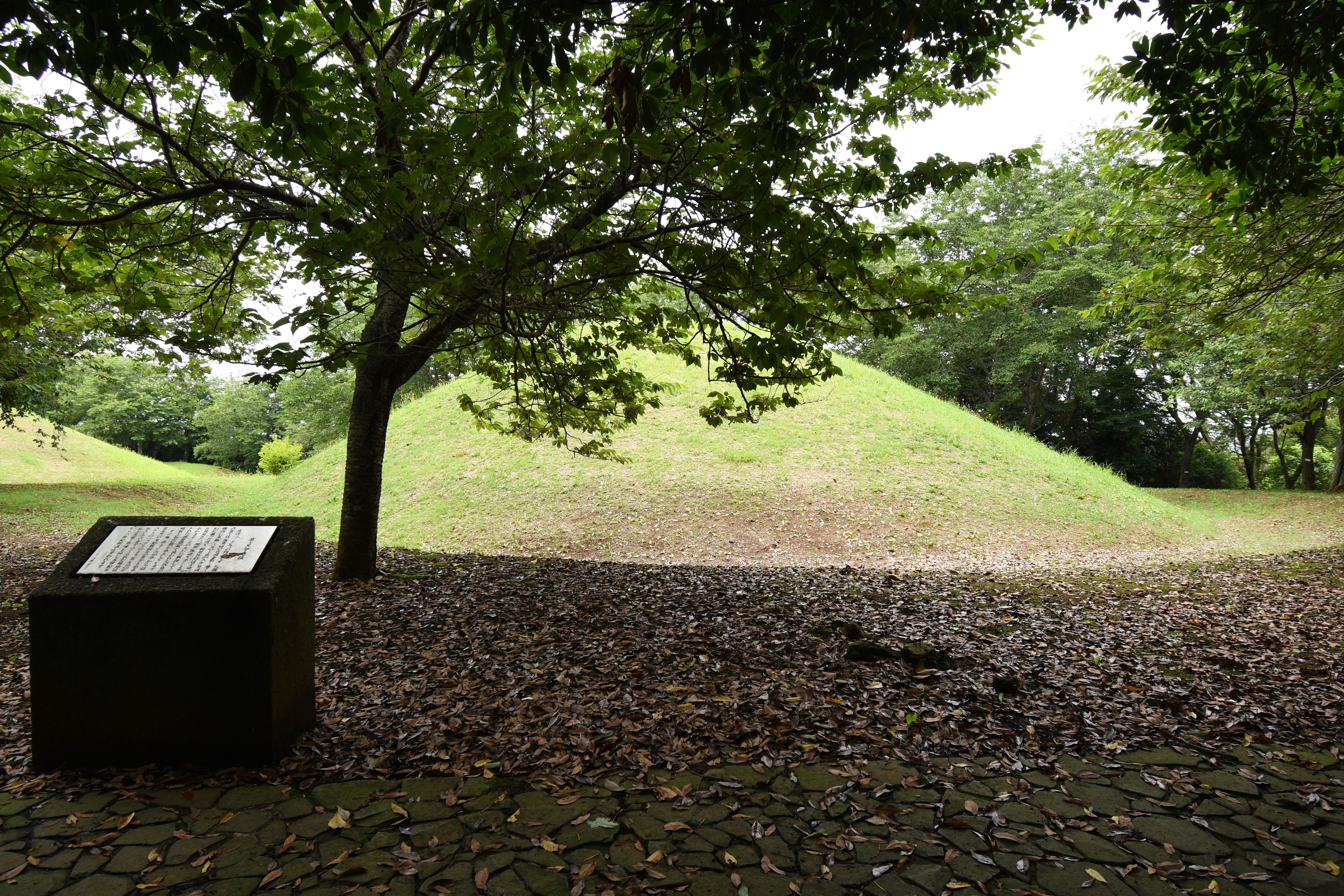
2号墳

墳形は円形で、直径約15メートルを測る。墳丘周囲には周濠が巡らされる。埋葬施設は明らかでないが、副葬品として帯金具の金銅製鋏具が検出されている。そのほか、南東部で土坑が認められており、土坑に隣接して須恵器甕が出土している。
築造時期は、1号墳と同時期の5世紀末葉-6世紀初頭頃と推定される。

### 3号墳
3号墳は、2号墳の南東に位置する円墳。

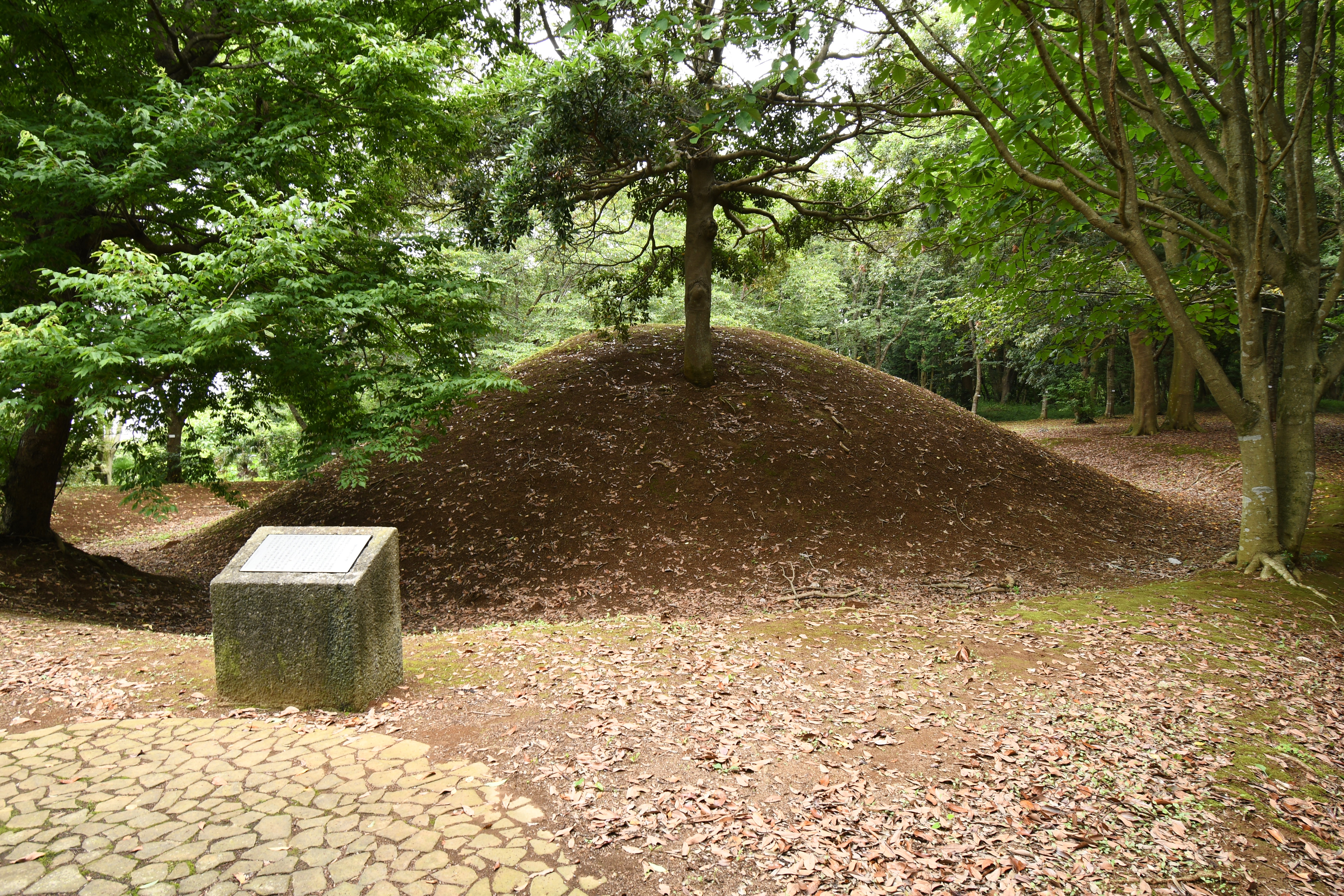
3号墳

墳形は円形で、直径約18メートルを測る。墳丘外表では埴輪が認められる。また墳丘周囲には周濠が巡らされる。埋葬施設は墳頂における箱式石棺である。石棺内面は赤彩されており、内部からは人骨1体分のほか、副葬品として刀子2・ガラス製小玉が検出されている。
築造時期は、1・2号墳から約1世紀下る古墳時代後期の6世紀末葉頃と推定される。

## 文化財

### 茨城県指定文化財
- 有形文化財
  - 富士見塚1号墳・2号墳・3号墳出土遺物（考古資料） - 2008年（平成20年）11月17日指定[4]。
- 史跡
  - 富士見塚1号墳・2号墳・3号墳 - 2008年（平成20年）11月17日指定[2]。

## 関連施設
- 富士見塚古墳公園展示館（かすみがうら市柏崎） - 富士見塚古墳群に隣接。出土品を展示。

## 関連文献
（記事執筆に使用していない関連文献）
- 出島村遺跡調査会編 編『富士見塚古墳群 発掘調査報告書』出島村教育委員会、1992年。
- 国士館大学考古学研究室編 編『茨城県かすみがうら市 富士見塚古墳群』かすみがうら市教育委員会、2006年。